# High Speed 1
51°19′37″ пн. ш. 0°30′22″ сх. д. / 51.327° пн. ш. 0.506° сх. д.
High Speed 1 — високошвидкісна залізниця, завдовжки 108 км, у Великій Британії, що сполучає лондонську станцію Сент-Панкрас і Євротунель. 
Залізниця є складовою лінії міжнародних пасажирських перевезень між Великою Британією і материковою Європою; також залізницею здійснюються внутрішні пасажирські перевезення до/зі станцій у Кенті та східному Лондоні, а також вантажні перевезення до/з континентальної Європи. 
Від тунелю під Ла-Маншем лінія перетинає річку Медвей і тунелі під річкою Темза, закінчуючись на лондонській станції Сент-Панкрас у північній частині Центрального Лондона. 
Кошторисна вартість будівництва — 5,8 мільярда фунтів стерлінгів, її було відкрито 14 листопада 2007 року. 

Потяги рухаються зі швидкістю до 300 км/год на HS1. 
Проміжні станції — Стратфорд-Інтернешнал в Лондоні, Еббсфліт-Інтернешнал  у північному Кенті та Ешфорд-Інтернешнал у південному Кенті.
Міжнародні пасажирські послуги надає Eurostar International Limited, час подорожі з лондонського Сент-Панкрас-Інтернешнл до паризького Париж-Північний займає 2 години 15  хвилин, а від лондонського Сент-Панкрас0Інтернешнл до Брюссель-Південний займає 1 годину 51 хвилину. 
  
Станом на листопад 2015 року Eurostar використовує парк із 27 багатосистемних поїздів класу 373/1, здатних розвивати швидкість 300 км/год і 320 км/год потяги класу 374. 
Внутрішні швидкісні приміські послуги, що обслуговують проміжні станції та за їх межами, почалися 13 грудня 2009 року. 
Пасажирські потяги класу 395 розвивають швидкість 225 км/год. 

DB Cargo UK здійснює вантажні перевезення на High Speed 1 адаптованими локомотивами класу 92, що дозволяє вагонам-платформам, що перевозять контейнери зі змінними кузовами континентального розміру, прямувати до Лондона. 

## Рання історія
Швидкісне залізничне сполучення між Лондоном і Парижем було відкрито в 1994-му році. В 1997 році також була створена швидкісна лінія в Бельгії, що дозволило організувати також швидкісне сполучення у Брюссель. На той момент по території Великої Британії поїзди прямували звичайною лінією до станції Ватерлоо в Лондоні, зі швидкістю до 140 км/год. Поїздка з Лондона до Парижу займала 2 години 56 хвилин, з Лондона до Брюсселя — 2 години 32 хвилини.

## Перша черга
Дата відкриття: 28 вересня 2003
Протяжність: 74 км
Перша черга дозволила скоротити час поїздки з Лондона до Парижу з 2 години 56 хвилин до 2 годин 35 хвилин, з Лондона до Брюсселя з 2 години 32 хвилин до 2 годин 11 хвилин.

## Друга черга
Дата відкриття: 14 листопад 2007
Протяжність: 39 км
Друга черга дозволила скоротити час поїздки з Лондона до Парижу з 2 години 35 хвилин до 2 годин 15 хвилин, з Лондона до Брюсселя з 2 години 11 хвилин до 1 години 51 хвилини, тим самим лінія була завершена. Потяги були переведені з вокзалу станції Ватерлоо на Сент-Панкрас, в результаті чого поїзди Євростар остаточно припинили використовувати стару лінію, переставши тим самим використовувати нижні струмознімачі, що отримують живлення з третьої рейки.

## Загальні відомості
Лінія електрифікована за допомогою контактної мережі 25 кВ 50 Гц, проте раніше на території Великої Британії поїзда отримували живлення через третю рейку. Ширина колії — 1435 мм. Максимальна швидкість для поїздів Євростар — 300 км/год, а для поїздів Джавелін на внутрішніх лініях — 230 км/год. Використовується французька система внутришньокабінної сигналізації TVM.